# Хоупья
Хоупья (устар. Хоупь-Я) — река в России, протекает по территории Берёзовского района Ханты-Мансийского автономного округа. Устье реки находится в 20 км по правому берегу реки Вейя. Длина реки — 12 км.

## Данные водного реестра
По данным государственного водного реестра России относится к Нижнеобскому бассейновому округу, водохозяйственный участок реки — Северная Сосьва, речной подбассейн реки — Северная Сосьва. Речной бассейн реки — (Нижняя) Обь от впадения Иртыша.
Код объекта в государственном водном реестре — 15020200112115300025571.